# Seven de Dubái 2006
El Seven de Dubái de 2006 fue la séptima edición del torneo de rugby 7 y el primer torneo de la temporada 2006-07 de la Serie Mundial Masculina de Rugby 7.
Se disputó en la instalaciones del Dubai Exiles Rugby Ground.

## Fase de grupos

### Grupo A
| Equipo    | Encuentros | Encuentros | Encuentros | Encuentros | Tantos  | Tantos    | Tantos     | Puntos |
| Equipo    | jugados    | ganados    | empatados  | perdidos   | a favor | en contra | diferencia | Puntos |
| --------- | ---------- | ---------- | ---------- | ---------- | ------- | --------- | ---------- | ------ |
| Fiyi      | 3          | 2          | 0          | 1          | 95      | 19        | +76        | 7      |
| Australia | 3          | 2          | 0          | 1          | 53      | 33        | +20        | 7      |
| Portugal  | 3          | 2          | 0          | 1          | 41      | 46        | -5         | 7      |
| Kenia     | 3          | 0          | 0          | 3          | 7       | 98        | -91        | 3      |

Nota: Se otorgan 3 puntos al equipo que gane un partido, 2 al que empate y 1 al que pierda

### Grupo B
| Equipo     | Encuentros | Encuentros | Encuentros | Encuentros | Tantos  | Tantos    | Tantos     | Puntos |
| Equipo     | jugados    | ganados    | empatados  | perdidos   | a favor | en contra | diferencia | Puntos |
| ---------- | ---------- | ---------- | ---------- | ---------- | ------- | --------- | ---------- | ------ |
| Inglaterra | 3          | 3          | 0          | 0          | 86      | 10        | +76        | 9      |
| Francia    | 3          | 1          | 0          | 2          | 38      | 52        | -14        | 5      |
| Zimbabue   | 3          | 1          | 0          | 2          | 36      | 55        | -19        | 5      |
| Escocia    | 3          | 1          | 0          | 2          | 33      | 76        | -43        | 5      |

### Grupo C
| Equipo    | Encuentros | Encuentros | Encuentros | Encuentros | Tantos  | Tantos    | Tantos     | Puntos |
| Equipo    | jugados    | ganados    | empatados  | perdidos   | a favor | en contra | diferencia | Puntos |
| --------- | ---------- | ---------- | ---------- | ---------- | ------- | --------- | ---------- | ------ |
| Sudáfrica | 3          | 3          | 0          | 0          | 120     | 24        | +96        | 9      |
| Canadá    | 3          | 2          | 0          | 1          | 52      | 78        | -26        | 7      |
| Túnez     | 3          | 1          | 0          | 2          | 50      | 64        | -14        | 5      |
| Argentina | 3          | 0          | 0          | 3          | 36      | 92        | -56        | 3      |

### Grupo D
| Equipo        | Encuentros | Encuentros | Encuentros | Encuentros | Tantos  | Tantos    | Tantos     | Puntos |
| Equipo        | jugados    | ganados    | empatados  | perdidos   | a favor | en contra | diferencia | Puntos |
| ------------- | ---------- | ---------- | ---------- | ---------- | ------- | --------- | ---------- | ------ |
| Nueva Zelanda | 3          | 2          | 0          | 1          | 92      | 22        | +70        | 7      |
| Samoa         | 3          | 2          | 0          | 1          | 78      | 24        | +54        | 7      |
| Gales         | 3          | 2          | 0          | 1          | 76      | 45        | +31        | 7      |
| Golfo Pérsico | 3          | 0          | 0          | 3          | 0       | 155       | -155       | 3      |

## Fase Final

### Cuartos de final
| 2 de diciembre | Fiyi | 46 - 7 | Francia |  |  |

| 2 de diciembre | Nueva Zelanda | 31 - 0 | Canadá |  |  |

| 2 de diciembre | Sudáfrica | 19 - 10 | Samoa |  |  |

| 2 de diciembre | Inglaterra | 21 - 5 | Australia |  |  |

### Semifinal
| 2 de diciembre | Fiyi | 12 - 17 | Nueva Zelanda |  |  |

| 2 de diciembre | Sudáfrica | 19 - 0 | Inglaterra |  |  |

### Final
| 2 de diciembre | Nueva Zelanda | 12 - 31 | Sudáfrica |  |  |

| Bandera de Sudáfrica   |
| Campeón Sudáfrica      |
| 1º título del circuito |